# Olimar Chico
Olimar Chico (špa. Río Olimar Chico) je rijeka u Urugvaju. 
Rijeka je duga 115 km, a površina porječja iznosi 1,800 km2. Glavna pritoka joj je Arroyo del Sauce. 